# Tiroteo masivo

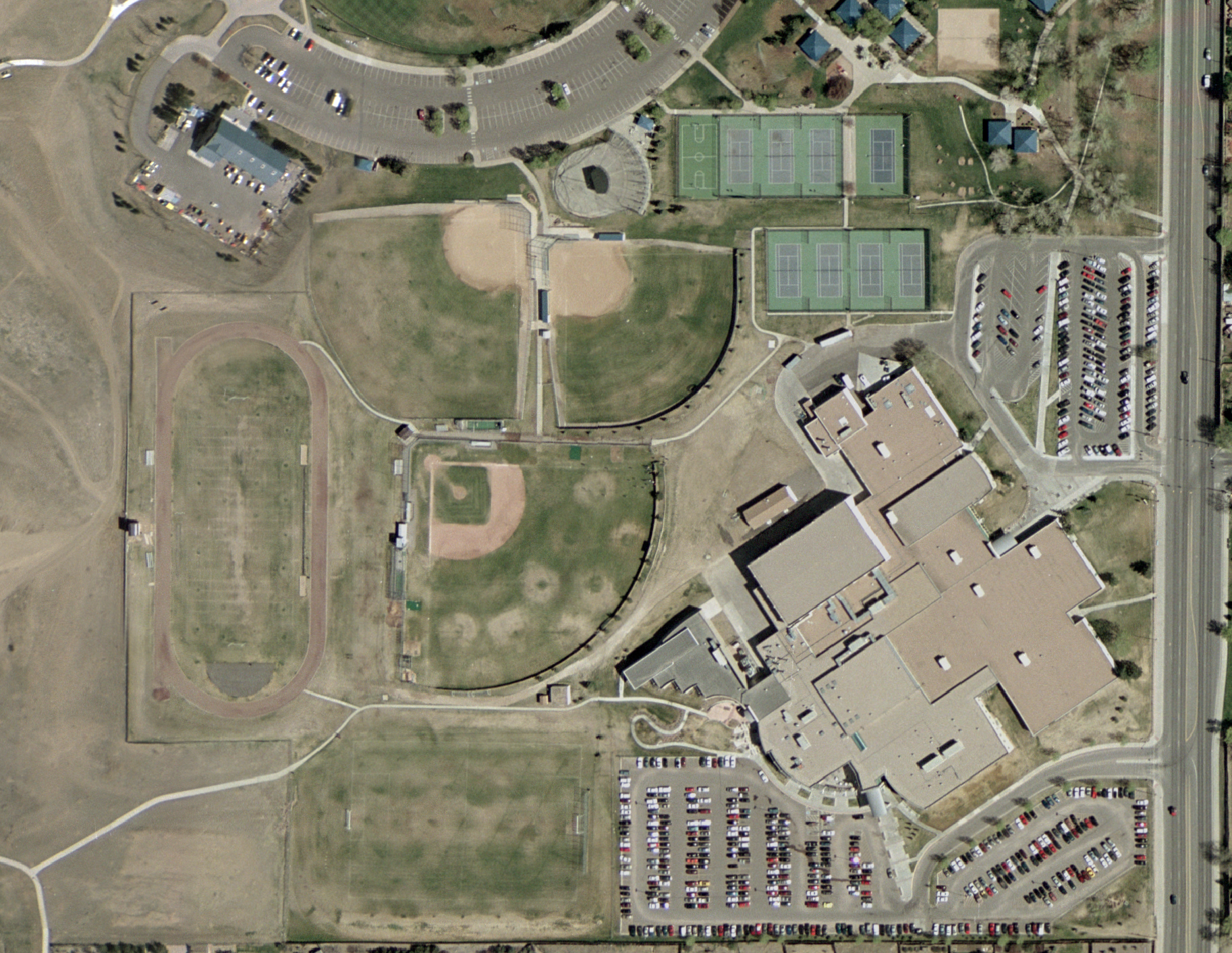
Vista del instituto estadounidense Columbine, donde el 20 de abril de 1999 sucedió el tiroteo escolar más conocido: la Masacre de la Escuela Secundaria de Columbine, que acabó con 15 muertos y 24 heridos.

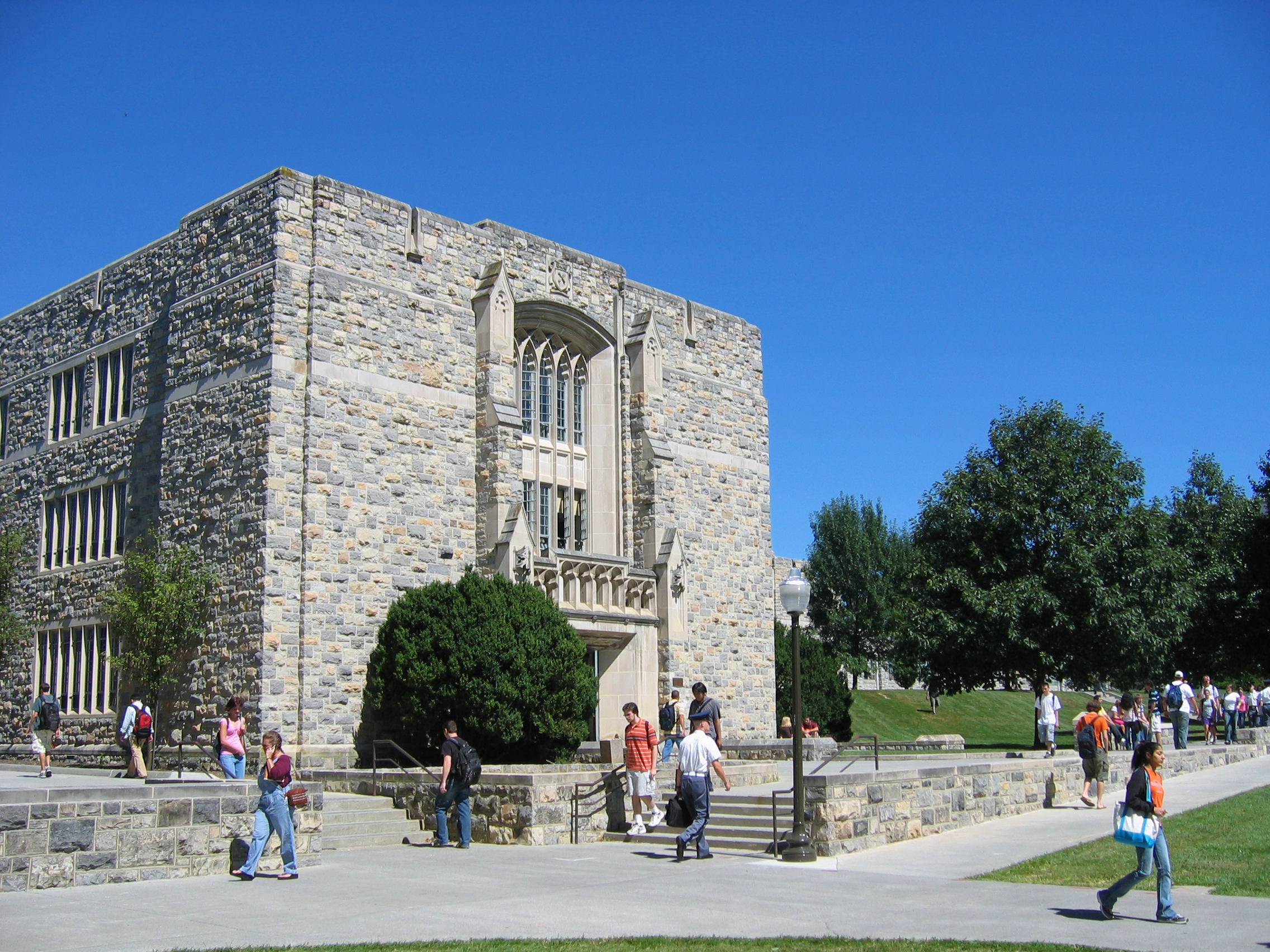
Edificio Norris Hall, que corresponde a la carrera de ingeniería (College of Engineering) del Virginia Tech, donde el 16 de abril de 2007 murieron 30 de las 32 víctimas, así como el propio tirador, durante la llamada masacre del Virginia Tech.

Un tiroteo masivo, tiroteo en masa o tiroteo de masas, es un incidente de violencia "empleando armas de fuego" donde se encuentran implicados un elevado número de víctimas. El Servicio de investigación e información del Congreso de Estados Unidos ("Congressional Research Service" —CRS— por su denominación en inglés) reconoce que no existe una definición consensuada de este término que sea ampliamente aceptada, proponiendo ellos como definición de «tiroteo masivo de público» a la acción con armas de fuego en la cual resultan muertas cuatro o más personas elegidas al azar (sin incluir al autor o autores). Esta definición retoma los términos de la propuesta en su momento apoyada por el FBI como concepto de «asesinato en masa» (en inglés «Mass murder»). Otra definición oficiosa de «tiroteo en masa» (en inglés «shooting tracker») refiere a un evento que involucra al menos a 10 personas (entre heridos y muertos), sin un marcado período de pausa. Estas nociones comprenden y engloban el llamado tiroteo escolar así como la masacre. La ausencia de una definición única y las diferencias entre las definiciones que se pueden observar al cambiar de marco referente, puede conducir a crear incertidumbre y alarmismo, al difundirse las noticias a través de los medios, y yuxtaponerse y/o confundirse distintos tipos de sucesos ilícitos.
Un tiroteo en masa (un tiroteo indiscriminado) puede ser cometido por un único individuo sin apoyo o por un grupo organizado, en lugar privado o público. En los últimos años, varios diferentes grupos terroristas han utilizado los tiroteos como forma de presión y como medio para difundir y alcanzar sus objetivos políticos y/o ideológicos, así como también lo han utilizado individuos aislados motivados por razones estrictamente personales y/o por desequilibrios obsesivo-mentales. Y el perfil de quienes cometen actos de este tipo y de sus víctimas son muy variados, pues incluyen tanto asesinatos de familias enteras como de colegas o compañeros de trabajo, así como también matanzas de estudiantes y de personas al azar. Y las razones profundas que llevan a cometer este tipo de actos, mucho varían por cierto de un caso a otro.
Las respuestas a los acribillamientos en masa pueden adoptar formas variadas en función del contexto en el que se desarrollan: número y tipo de víctimas, país o región donde se producen los hechos, clima político-social (sensibilidad o percepción por parte de la población), y/o otros numerosos factores. Países tales como Australia y Reino Unido han modificado sus leyes sobre armas (pasando de la venta libre a la prohibición total en el caso de Australia) como consecuencia de tiroteos de masas ocurridos en su territorio. El rol cumplido por los medios de comunicación en relación con estas temáticas, y la cobertura mediática de los tiroteos de masas, sin duda tienen una gran influencia y repercusión en la población y en cuanto a las reacciones de las autoridades.

## Definición
La caracterización de un evento de "tiroteo masivo" depende de la definición que sea aplicada, y las definiciones varían según la fuente que sea invocada.
En virtud de la ley federal estadounidense, el fiscal general puede, a solicitud de un estado federal, ayudar en la investigación en relación con « masacres de masas », más bien que de « tiroteos masivos ». Esta última denominación en el origen ha sido definida como la muerte de cuatro personas o más, en un mismo lugar, y en un intervalo de tiempo relativamente breve, y con posterioridad redefinido por el congreso estadounidense en el año 2013, como la muerte de tres personas o más por causa de arma de fuego.
Pero según la CNN, un « tiroteo masivo » debe y puede ser definido como la acción con armas de fuego que provoca cuatro muertes o más, aunque exceptuando los combates y muertes entre delincuentes y las matanzas de familia. Por su parte, y según un informe de USAToday titulado Behind the Bloodshed, una masacre es definida como todo incidente en el que se da muerte a cuatro personas o más, incluidas las matanzas de familia. Un sitio digital de cuantificación por convocatoria abierta (crowdsourcing) relativos a muertes masivas, y que se titula Mass Shooting Tracker, muy citado por los medios de comunicación, define un «tiroteo masivo» como todo incidente en el que cuatro personas o más son alcanzadas por disparos de arma de fuego, o sea y según esta definición, se cuentan tanto heridos como muertos.
Una conexión bastante sorprendente ha sido señalada en Estados Unidos entre la violencia doméstica o familiar y los tiroteos masivos, con un involucrado íntimo (actual o precedente) o miembro familiar asesinado, en 76 de los 133 casos estudiados entre enero de 2009 y julio de 2015 (57%), y un perpetrador que previamente había sido acusado de violencia doméstica en 21 de los 133 casos (16 %).
En Australia, un estudio académico de 2006, definió un tiroteo masivo como « un tiroteo el cual tuvo como resultado 5 o más de 5 homicidios cometidos con armas de fuego (sin contar a los propios autores), y en el cual participaron uno o dos autores, en medio civil ».
Además, téngase presente que un determinado acto criminal es generalmente definido como « terrorista », si hay circunstancias que nos llevan a pensar que el mismo « ha sido realizado principalmente con la intensión de intimidar o en algún sentido de forzar a la gente a hacer algo »; por tanto, un tiroteo de masa no siempre es, en sí mismo, un acto de terrorismo. Un informe del Congreso de Estados Unidos excluye específicamente de la definición de tiroteo masivo, aquellos actos en los cuales la violencia es un medio para un determinado y deseado fin, por ejemplo, cuando hombres armados, con su proceder, « intentan evitar males mayores, o de alguna manera tratan de conseguir beneficios penales, o buscan llamar la atención matando en nombre de ideologías terroristas ».

## Situación en los distintos países y regiones

### África

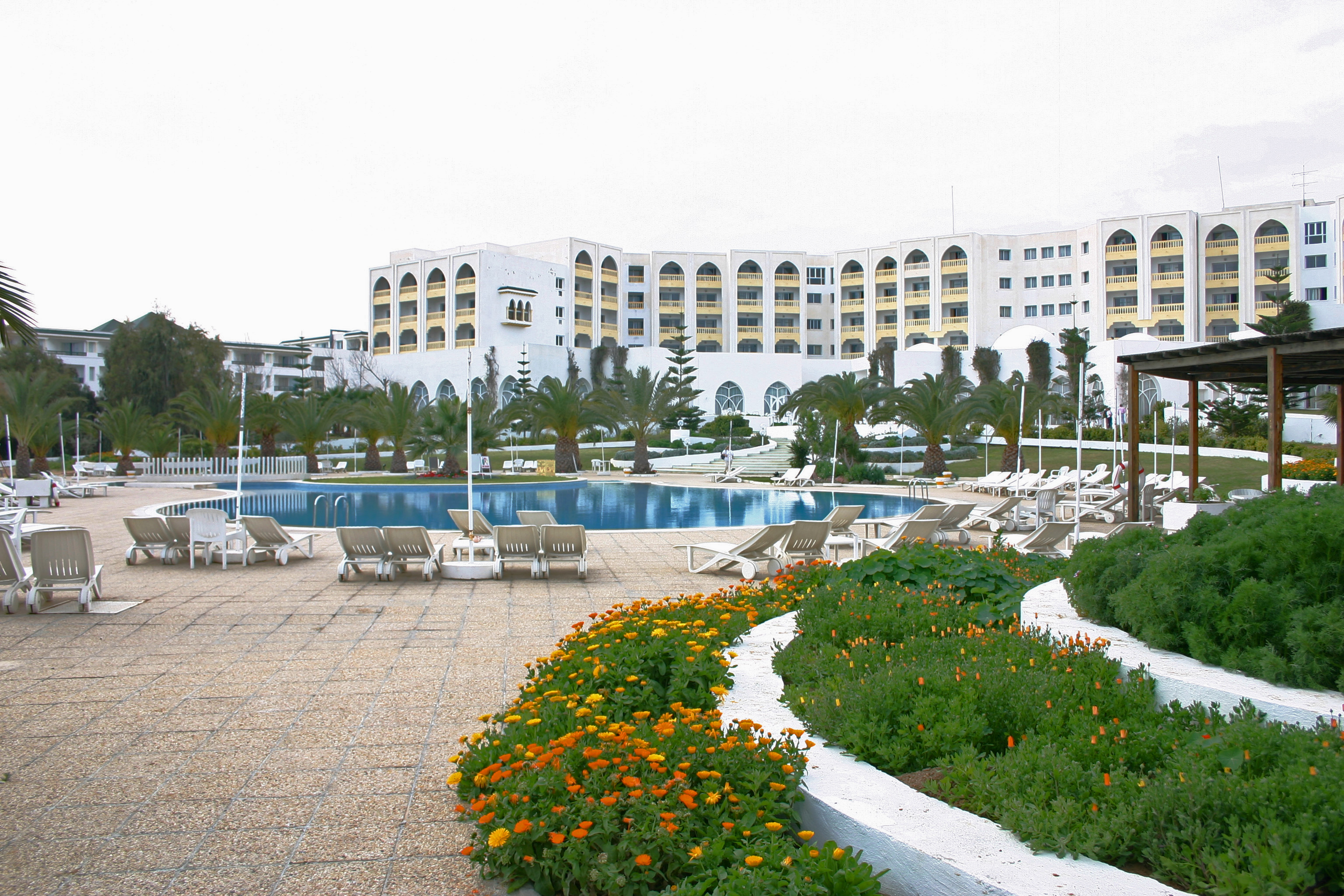
Hotel Imperial Marhaba, en Túnez, lugar del llamado atentado de Susa.

Unos cuantos tiroteos masivos se produjeron por su parte en el continente africano, donde por ejemplo pueden citarse el atentado de Susa (Túnez) del 26 de junio de 2015, el atentado del hotel Radisson Blu de Bamako (Malí) del 20 de noviembre de 2015, el tiroteo y secuestro en el centro comercial Westgate (Nairobi) del 21 de septiembre de 2013, y el atentado de Grand-Bassam del 13 de marzo de 2016 en un complejo hotelero de Costa de Marfil.
Los hechos citados no fueron los únicos de este tipo ocurridos en África, y por ejemplo, también pueden mencionarse el ataque yihadista en la Universidad de Garissa (Kenia) del 2 de abril de 2015, así como el ataque al hotel y restaurante Beach View de Mogadiscio (Somalia) del 21 de enero de 2016, y también el tiroteo de la calle de Isly de Argel (Argelia) del 26 de marzo de 1962.

### Asia

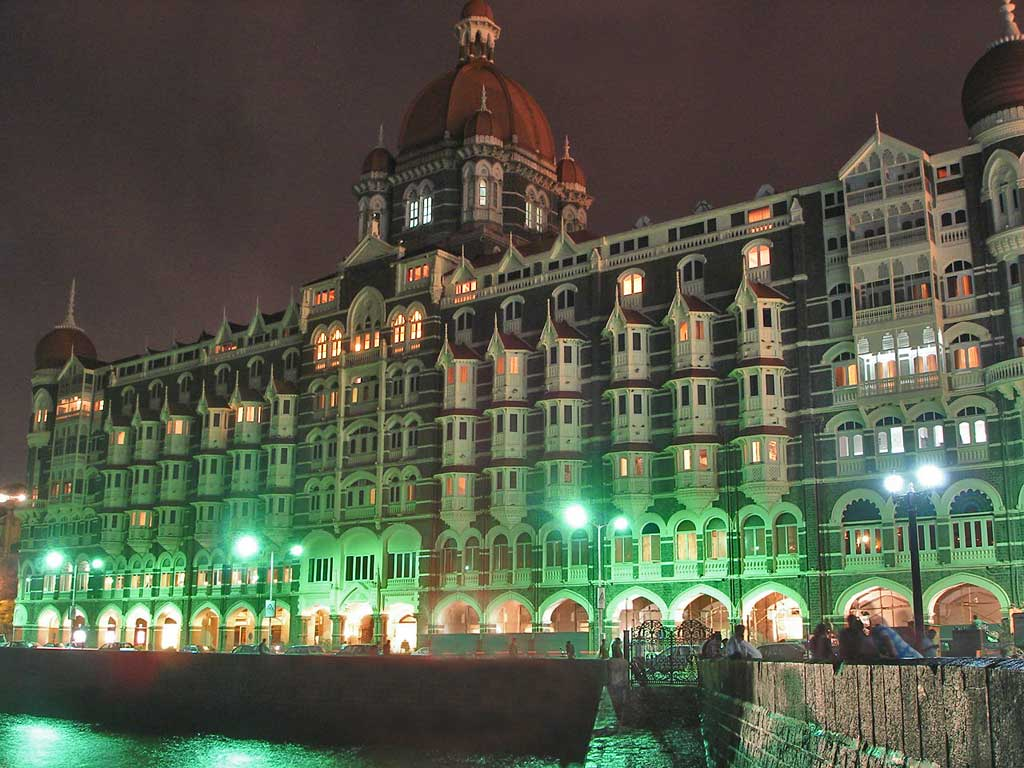
Fachada del hotel de cinco estrellas Taj Mahal Palace & Tower, en Bombay, India, donde en noviembre de 2008 tomaron a varios rehenes.

Varios tiroteos de masa tuvieron lugar en Asia, entre los que se cuentan la masacre de Tsuyama (Japón) del 21 de mayo de 1938,
 el tiroteo del templo de Pashupatinath (India) del 23 de julio de 1983, el tiroteo de Chongqing (China) del 5 de abril de 1993, y el incidente de Tian Mingjian (China) del 20 de septiembre de 1994. El evento con más muertes se produjo en los ataques de Bombay (India) del 26 al 29 de noviembre de 2008, en donde murieron 164 personas, y donde además hubo 308 heridos (los responsables fueron terroristas con base en Pakistán).
En lo que concierne al Japón, corresponde decir que en tiempos recientes se reportan usualmente solo dos homicidios por año ligados a armas de fuego, y allí ningún tiroteo masivo ha tenido lugar últimamente.

#### Oriente Medio
Varios tiroteos masivos también tuvieron lugar en Oriente Medio, y entre ellos unos cuantos ligados al terrorismo, como por ejemplo los tiroteos, secuestros, y otros actos criminales cometidos en Bombay (India) del 26 al 29 de noviembre de 2008 (ya citado anteriormente), el ataque terrorista en Punjab (India) del 2 al 4 de enero de 2016, el ataque a la escuela de Peshawar (Pakistán) del 16 de diciembre de 2014, y el atentado de Daca (Bangladés) del 1 al 2 de julio de 2016.

### Europa

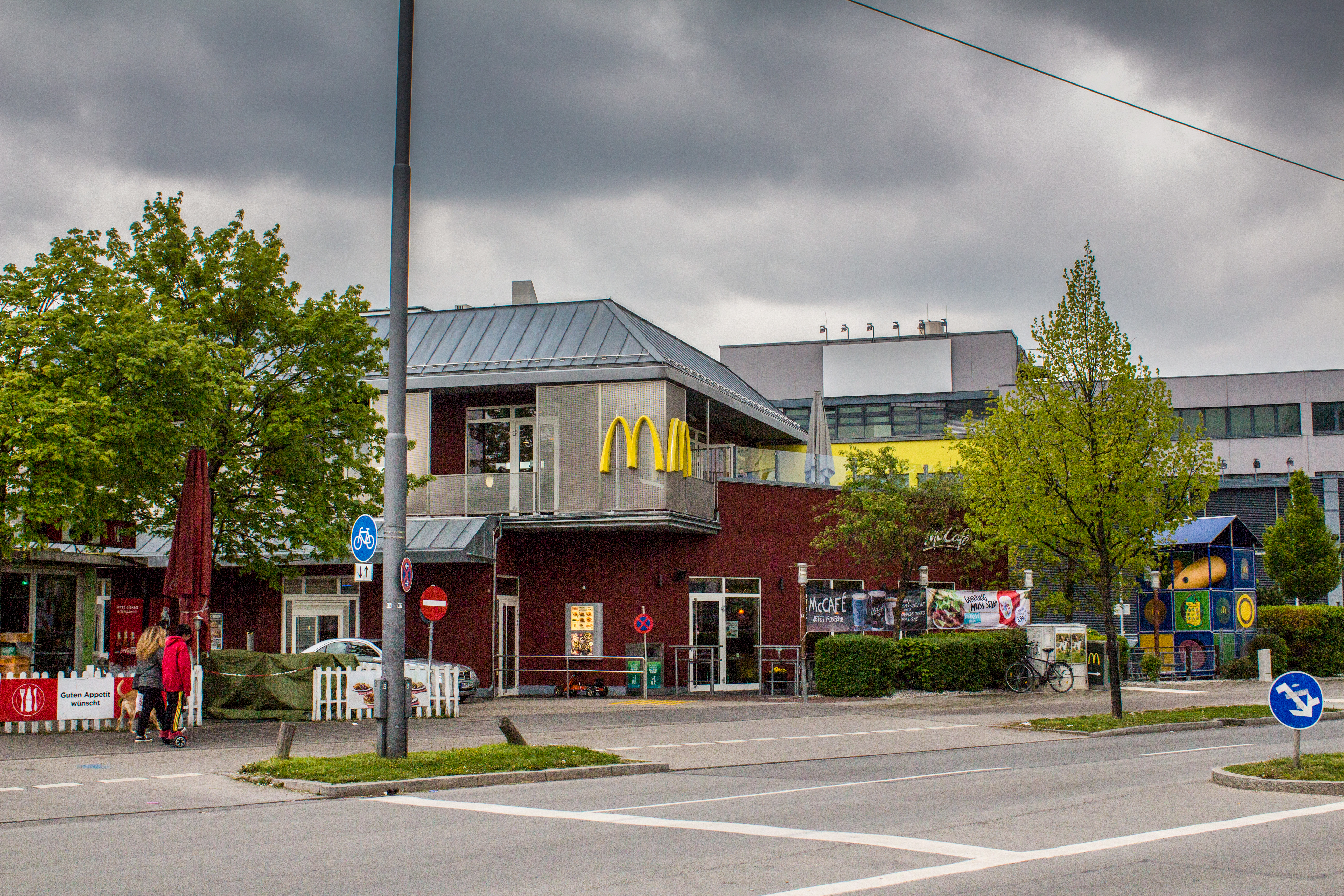
Restaurante McDonald's donde el 22 de julio de 2016 se realizó uno de los ataques terroristas en la ciudad alemana de Múnich.

#### Rusia
Aquí, en esta sección, pueden citarse los siguientes tiroteos de masa, notables debido al gran número de víctimas: la crisis de rehenes del teatro de Moscú del 23 de octubre de 2002, y la masacre de la escuela de Beslán el 3 de septiembre de 2004.
En Europa, pueden citarse varios tiroteos masivos de reciente data, como por ejemplo, el tiroteo de Múnich (Alemania) del 22 de julio de 2016, los atentados de París (Francia) del 13 de noviembre de 2015, los tiroteos de Toulouse y Montauban de marzo de 2012, también en Francia, los ataques del 22 de julio de 2011 en Noruega, la Masacre de Olot el 14 de diciembre de 2010 en España, la masacre de Winnenden (Baden-Wurtemberg, Alemania) del miércoles 11 de marzo de 2009, la masacre del instituto profesional de Kauhajoki (Finlandia) del 23 de septiembre de 2008, la masacre de Erfurt en el Liceo Gutenberg del 26 de abril de 2002, en Alemania, la masacre de Zug del 27 de septiembre de 2001, en Suiza, la Masacre de Puerto Hurraco el 26 de agosto de 1990 en España y la masacre de Hungerford del 19 de agosto de 1987, en Inglaterra.

### América

#### Canadá
En Canadá, los tiroteos masivos que se han destacado incluyen la tiroteo de la Escuela Politécnica de Montreal (Quebec) ocurrida el 6 de diciembre de 1989, y la matanza de la Universidad de Concordia (Montreal, Quebec) acontecida el 24 de agosto de 1992.

#### Estados Unidos

Total de muertes año a año, en tiroteos masivos período 1982- en Estados Unidos.

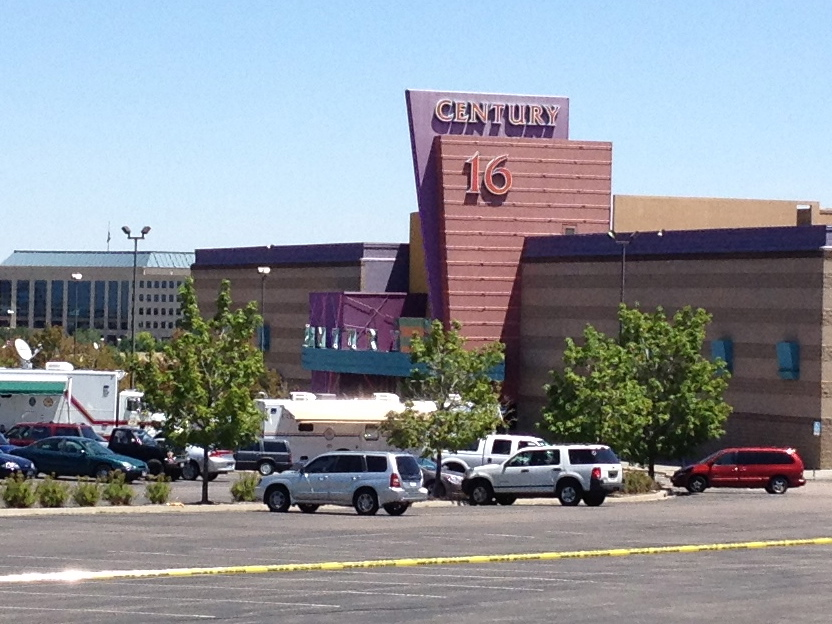
Sala de cine donde se desarrolló la llamada masacre de Aurora (Colorado, Estados Unidos) del 20 de julio de 2012; la fotografía fue tomada el día posterior a estos graves hechos.

Algunos estudios han marcado que hay muchos más tiroteos masivos en Estados Unidos que en otras partes. Los números señalados difieren al cambiar de fuente, dada la utilización de diferentes definiciones de «tiroteo de masa» que han sido aplicadas, y dada tal vez la incorrecta omisión de algunos casos, etc. De todas maneras, se ha estimado que año a año, alrededor del 31% de todas los tiroteos masivos se producen en Estados Unidos, a pesar de que ese país tiene solamente el 5% de la población mundial. La CNN cita un estudio realizado por el criminólogo Adam Lankford (de la Universidad de Alabama), en donde se muestra que «hay más tiroteos de masas en zonas públicas en Estados Unidos que en cualquier otro país del mundo». Este estudio concluye que «Estados Unidos y otras naciones cuya población tiene una alta tasa de posesión de armas de fuego, son particularmente susceptibles a que se produzcan en su seno futuros tiroteos masivos, aun cuando esa población sea relativamente pacífica y con buenos indicadores de salud mental».
Por el contrario, la OCDE también ha analizado esta cuestión, y estudiando el índice de tiroteos masivos por habitante, ha señalado que Estados Unidos con 0,12 acribillamientos masivos por millón de personas, se encuentra por debajo de Noruega, Finlandia, Eslovaquia, Israel, y Suiza.
La frecuencia a la cual se producen los tiroteos de masa, varían de un país a otro, pero también depende de la definición que es aplicada. Mother Jones, para el año 2015 y en Estados Unidos, informó siete tiroteos de masa por año, entendiendo los mismos como acciones de tipo indiscriminado en lugares públicos, que causan la muerte de cuatro o más víctimas. Véase que según esta misma fuente, el valor medio de este tipo de eventos en el período 2011-2015 fue de alrededor de 5 por año, de donde se puede concluir que la variabilidad de este indicador es grande.
En el sitio digital Behind the Bloodshed por su parte, y según un informe de 'USA Today', se señala que hay una masacre masiva cada dos semanas, y que los tiroteos masivos son aproximadamente la sexta parte. Un estudio del grupo de prevención de la violencia por armas de fuego llamado Everytown for Gun Safety, ha identificado que entre enero de 2009 y julio de 2014 ha habido en Estados Unidos 110 tiroteos de masas, definiendo los mismos como aquellos en los que al menos cuatro personas fueron eliminadas con armas de fuego; y entre estos 110 tiroteos ocurridos en un lapso de tiempo de 5,5 años, el 57 % estaba ligado a la violencia conyugal o familiar, por lo que el 43 % fue fruto de violencia no doméstica, aunque no necesariamente dirigida a ciegas contra un grupo de personas.
Ciertamente, los resultados son bien distintos si se cambian las definiciones referentes. Es así como otras fuentes y otros medios de difusión masiva, han señalado que centenares de tiroteos masivos tuvieron lugar en Estados Unidos durante un solo año civil. Esto es lo que acontece por ejemplo en el sitio digital de tipo crowdsourcing y que tiene por nombre o título Shooting Tracker, en donde se define a un tiroteo masivo como aquel en el que cuatro o más de cuatro personas fueron asesinadas o heridas. Otro ejemplo es el del periódico Washington Post, en donde se ha informado a los lectores que hubo 355 tiroteos masivos en Estados Unidos en el año 2015. Y ese mismo medio de prensa en agosto de 2015, ya había publicado en sus páginas, que en promedio se producían en Estados Unidos un tiroteo masivo por día. Asimismo, en un informe del 2 de octubre del año 2015 pero esta vez del sitio digital 'PBS News Hour', también se ha afirmado que en lo que iba de ese año 2015, en Estados Unidos ya se habían producido 294 tiroteos masivos que habían tenido 1464 víctimas heridas o fallecidas. No obstante las disímiles informaciones recién detalladas, un artículo del grupo Reddit, ha señalado por su parte que alrededor del 42 % de los incidentes de tipo tiroteo no generaban fallecidos, y que el 29 % producían un solo muerto.
También es pertinente señalar que Shooting Tracker y Mass Shooting Tracker, dos sitios digitales muy citados por los medios de prensa, han sido también muy criticados por aplicar a la definición de tiroteo masivo, un criterio mucho más inclusivo que el utilizado por el gobierno estadounidense, ya que por ejemplo, allí se considera como tiroteo masivo un evento en donde se han producido cuatro heridos de bala, lo que obviamente hace elevarse mucho el número de casos retenidos.
De todas maneras, parece fuera de toda duda que con posterioridad a los años 2011 y 2012, en Estados Unidos la tasa de tiroteos masivos se ha visto incrementada de manera significativa.

#### Brasil
En Brasil, como tiroteos masivos muy notables pueden citarse la masacre de la Escuela Pública Municipal Tasso da Silveira del 7 de abril de 2011, y la masacre de Carandiru del 2 de octubre de 1992.

## Víctimas y sobrevivientes

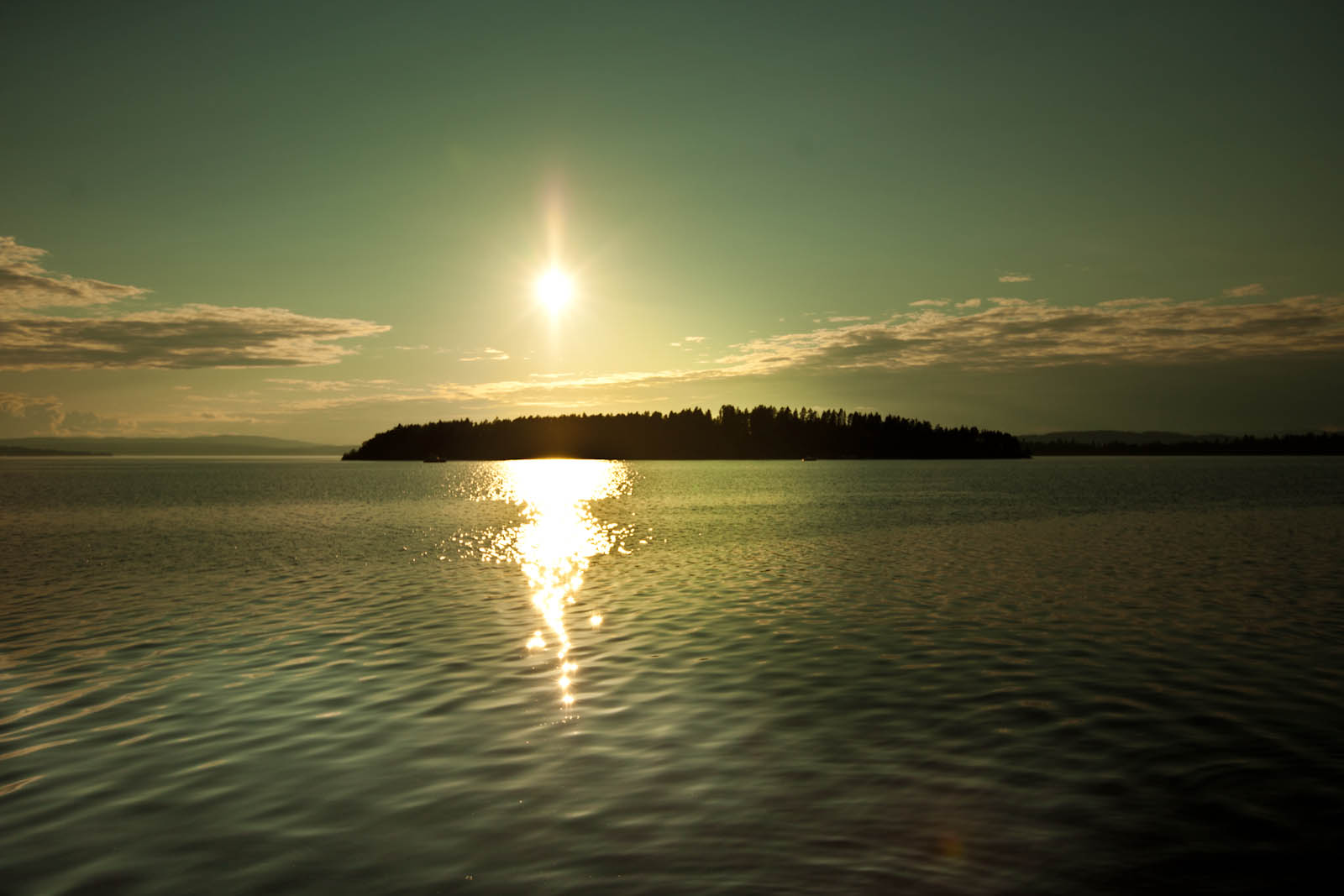
Isla de Utøya, situada en el lago Tyrifjorden, en el municipio de Hole (provincia de Buskerud), en Noruega, donde el 22 de julio de 2011 ocurrió la masacre de Utøya.

Luego de ocurridos algunos tiroteos masivos, algunos sobrevivientes escribieron sobre las experiencias vividas y sobre lo que sintieron, y/o bien de alguna manera se expresaron a través de entrevistas de radio y televisión.
Un sobreviviente del tiroteo ocurrido en la ciudad de Knoxville el 27 de julio de 2008 en la Iglesia Unitaria Universalista del Valle de Tennessee, ha escrito por ejemplo respecto de su reacción a otros tiroteos masivos que en algún sentido le conmovieron.
Por su parte, el padre de una víctima de la masacre de Aurora (Colorado, Estados Unidos) del 20 de julio de 2012, también reflejó en forma escrita sus opiniones y sus impresiones y su sentir respecto de otros tiroteos masivos, y no específicamente de aquel en el que perdió a su hijo.
Y los sobrevivientes del tiroteo en Utøya dieron testimonio de sus experiencias y sentimientos en la revista mensual GQ. Además, también se realizó un documental donde se dramatizaron los tensos momentos vividos ese día de horror en la isla de Utøya.
También y a través de una tesis de doctorado presentada en la Universidad de Estocolmo, se ha estudiado la reacción de los policías suecos frente a un tiroteo masivo o evento traumático similar.

## Distintas modalidades de muertes y daños múltiples
- Ataque terrorista
- Ataque suicida